# Ellipteroides flaveolus
Ellipteroides flaveolus är en tvåvingeart som först beskrevs av Alexander 1921.  Ellipteroides flaveolus ingår i släktet Ellipteroides och familjen småharkrankar. Inga underarter finns listade i Catalogue of Life.